# Ъглошлайф
Ъглошлайфът, наричан също и флекс, е ръчна машина, предназначена за рязане и шлифоване на материали като керамика, камък и метал. Ъглошлайфовете са сред най-широко използваните ръчни машини.
Най-често флексовете се задвижват от електрически двигател, в по-редки случаи – от бензинов двигател или сгъстен въздух. Моторът на ъглошлайфа задвижва въртяща се глава, към която се прикрепва заменяем абразивен или режещ диск, обикновено предназначен за шлифоване или рязане на определена група материали. Произвеждат се от повечето големи производители на електрически инструменти.
Уредът е известен в СССР и в наследилите го държави с разговорното наименование болгарка, тъй като през 70-те години на ХХ век на съветския пазар тези инструменти са главно от България.